# NGC 6824
NGC 6824 este o galaxie spirală situată în constelația Lebăda. A fost descoperită în 16 septembrie 1792 de către William Herschel. Se află la o distanță de 68,23 de megaparseci de Pământ.